# 罗德里格·波塞邦
罗德里格·波塞邦（Rodrigo Possebon，1989年2月13日—），是一名出生于巴西并拥有巴西、意大利双重国籍的足球运动员，司职中场。
2008年1月，波塞邦从国际队加盟英超曼联队，由于波塞邦的父亲是意大利裔，所以他成功获得意大利国籍而无须申请英国的工作许可。由于在预备队表现出色，於2008/09年球季波塞邦獲選进入一线队，季初由於傷兵及停賽等問題，波塞邦於2008年8月17日即在聯賽揭幕戰中替补出场。在2009至10賽季被租借至葡萄牙布拉加足球俱乐部。
但是由於频繁的傷病等原因，波塞邦迅速墜落，近年沦落至巴西地区联赛和越南聯賽。

## 榮譽
曼聯
- 英格蘭社區盾（1）：2008年；
- 英格蘭聯賽盃（1）：2008/09年；

## 外部連結
- （英文）曼聯官網簡介
- 足球数据库：罗德里格·波塞邦的球员统计数据